# Hetényi Sándor
Hetényi Sándor (Kápolna, 1932. január 1. – 2012. június 6.) labdarúgó, hátvéd.

## Pályafutása
Mezőkövesden kezdett futballozni. Innen a Bp. Vörös Meteorhoz igazolt. A katonai szolgálata alatt a Zalaegerszegi Dózsa játékosa lett. 1957 és 1965 között a Tatabányai Bányász labdarúgója volt. 1957. december 2-án mutatkozott be az élvonalban a Pécsi Dózsa ellen, ahol csapata 3–1-es győzelmet ért el. 1964-ben tagja volt a bajnoki bronzérmet szerzett csapatnak. Az élvonalban 163 bajnoki mérkőzésen tíz gólt szerzett.

## Sikerei, díjai
- Magyar bajnokság
  - 3.: 1964